# Манастир Пресвете Богородице у Лешју
Манастир Покрова Пресвете Богородице изнад села Лешја, десетак километара југоисточно од Параћина, потиче из средњег века, али је његов настанак тешко ближе одредити. Манастирска црква са основом триконхоса, из средине 14. века, представља најстарију грађевину тог типа у Поморављу. Њени темељи су откривени 1923. године, на обронцима планине Баба, смештени на омањој заравни, заштићеној оштрим стенама са источне стране. На њеним рушевинама је почетком 21. века подигнута нова црква, тако да је Лешје данас активан женски манастир.
Рушевине манастира Пресвете Богородице су проглашене спомеником културе од великог значаја и данас се налазе под заштитом Републике Србије, у склопу заштићене споменичке целине Петрушка област.

## Историја
Писани историјски извори о манастиру сведоче да је жупан Вукослав са синовима Црепом и Држманом подигао манастирски комплекс у Лешју и поклонио га 1360. године, заједно са манастирским имањем, светогорском Хиландару. Његови синови су касније тражили да се манастир и његови поседи врате под њихову управу, јер су, услед небриге, запустели. Подршку у овоме су им пружили њихови сениори Лазаревићи, прво Лазар, а потом и Стефан, тако да је Лешје престало да буде метох Хиландара, али су формална питања окончана тек 1411. године. Без обзира на сва та дешавања и упаде Османлија, који 1413. године заузимају оближњи утврђени Петрус, манастир Лешје је у периоду од 1360. до 1456. године био значајан духовни центар.
Властелинство, са црквом Богородице Петрушке, доведено је, међутим, небригом Хиландараца до „последњег запустенија“, због чега су се Цреп и „старац Дионисије“ (Држманово монашко име), обративши се цару Урошу, затражили и повратили своју баштину. После смрти старца Дионисија (између 1375. и 1379/80.), који је несумњиво успешно управљао манастиром са бројном обитељи, Хиландарци су затражили свој бивши посед. Исход је био да је патријарх Јефрем пресудио у Црепову корист, што је потврдио и Јефремов наследник, патријарх Спиридон, а коначно и сам кнез Лазар.
У метежу после косовског слома државе, изгледа да је посед манастира „Лештија“ поново ушао у посед Хиландара. Црепов син Венедикт водио је нову парницу, коју је, са саветом патријарха и сабора митрополита, игумана и властеле, деспот Стефан 1411. године пресудио у његову корист.
Венедикт је веома дуго био игуман Лешјански. Године 1452. спомиње се да је деспот Ђурађ Бранковић „игумана Лештијанског кир Венедикта“, као нарочито угледну и поверљиву личност, одредио као члана посланства која је ишла да од султана моли дозволу за пренос моштију светог апостола и јеванђелиста Луке у Србију. Венедикт је почетком 1453. и допратио мошти из Рогоса у Смедерево. Сачуван је опис овог догађаја који сведочи да су мошти на најсвечанији начин неколико недеља ношене кроз Деспотовину. Није искључено да су мошти том приликом, макар краће време, боравиле и у Лешју.
У време Венедикта Цреповића Богородичин манастир у „Лештију“ био је духовни и културни центар, у живој вези са Светом Гором. Познато је да је Венедикт 1426. године боравио на Светој Гори, и тада за њега један Шестоднев Светог Јована Златоуста преводи монах Јаков, а други с грчког преводи он сам „у славу Божију и Пречистије Матере Божије Лештијанскије“. Лешје је Венедикт напустио када је постао грачанички и новобрдски митрополит. После пада Новог Брда добио је 1456. год. од деспота Ђурђа Бранковића на доживотну управу манастир Враћевшницу, а након пада Смедерева 1459. повукао се на Свету Гору у манастир Светог Павла где се упокојио и где је и сахрањен.
Историјски извори сведоче да је Цреп имао и ћерку, монахињу Анисију. О њој се зна веома мало. Као и за њеног брата Венедикта, познато нам је само њено монашко име, као и то да се упокојила 1426/27. године. У бревији манастира Велике Лавре на Светој Гори, спомиње се монахиња Анисуја „ћерка блаженог Церпа која се подвизавала у Србији у заједници својој“. Одатле се не може сазнати да ли је она живела у Лешју, где јој је брат био игуман или је као монахиња боравила у неком другом, женском манастиру у Србији.
У средњовековним изворима у вези с манастиром, спомињу се појмови пустош Петрус и пустиња лештијанска.
Раније се сматрало да је овај крај у средњем веку назван пустињом јер је, наводно, по предању „до скоро“ био сав у песку. Међутим, уочено је да, иако у Србији постоји већи број каменитих, врлетних и ненасељених предела, ни један не носи назив пустиње, осим оних где је потврђено да су били настањени пустиножитељи. Ово треба схватити да је назив „лешјанска пустиња“ коришћен због монаха пустињака који су ту крајем XIV и у XV веку, а можда и раније, обитавали. Монаси пустињаци повлачили су се у испоснице у околини, а у манастир су долазили одређеним данима на Свете Литургије.
Из натписа у једном панегирику сазнаје се да је „у пустињи лештијанској“ по жељи деспота Стефана Лазаревића писао јеромонах Јован. Он је спадао у монахе Синаите. Познато је да су се монаси синаитског типа, због свог усамљеничког начина живота често интензивно бавили писањем и преписивањем књига. Тако је и у Лешју постојала скрипторија где се вероватно одвијала врло жива преписивачка активност, као и у многим другим манастирима у Србији у време деспота Стефана Лазаревића. Напустивши Лешје „кир Јован“ је прешао у манастир познат под именом Стјеник, где је наставио свој строги монашки подвиг живећи у пећини. Иначе, њега је одмах након мученичке смрти 1462. народ почео да поштује као светог преподобномученика. Чудотворне мошти Светог Јована Лешјанског и Стјеничког налазе се у манастирској цркви у Стјенику.

## Архитектура
Манастирска црква је настала под утицајем Свете горе односно светогорских монаха који су дошли у Србију, што се види у њеној триконхоналној основи и мањем наосу. Као најстарија црква тог типа у Поморављу, она представља својеврсну најаву Моравског стила, који ће се развити у последњој трећини 14. века у Србији, под утицајем светогорских монаха, по угледу на цркве из Душанове задужбине, Светих Архангела код Призрена. Грађена је од сиге, са ширином од 6m и дужином од 11.6m. Зидови цркве су дебели око 80cm, док су били очувани до висине од око 50 cm, пре почетка обнове цркве и целог манастира 2004. године.

## Садашњост
Манастирски комплекс у Лешју се данас простире на око пола хектара. Новој цркви подигнутој на темељима триконхоналне цркве из средине 14. века додат је нартекс и она је посвећена Покрову Пресвете Богородице. Поред манастирских ходника, уређена је башта која се назива Богородичином, а вода из два извора температуре 12 °C се користи током обреда крштења. Тренутно се ради на подизању друге веће цркве, посвећене светом Јовану Богослову, као и на тзв. Кули Орловића Павла, која је подигнута на темељима средњовековне куле и данас се користи као звоник, на коме се налази десет звона.
Овде се налазе мошти свештеномученика из 3. века Флавијана Картагинског.

## Галерије

### Унутрашњост манастирских просторија
- Унутрашњост цркве
- Иконостас

### Околина манастира и парк Богородичина башта
- Поглед на село Лешје и котлину
- Извор воде
- Мостић
- Степенице са скулптуром "Богородице"
- Извори са лековитом водом
- Рибњак
- Пастрмка